# Piz dal Fuorn
Piz dal Fuorn är en bergstopp i Schweiz.   Den ligger i regionen Engiadina Bassa/Val Müstair och kantonen Graubünden, i den östra delen av landet, 210 km öster om huvudstaden Bern. Toppen på Piz dal Fuorn är 2 906 meter över havet, eller 182 meter över den omgivande terrängen. Bredden vid basen är 1,3 km.
Terrängen runt Piz dal Fuorn är varierad. Runt Piz dal Fuorn är det mycket glesbefolkat, med 4 invånare per kvadratkilometer.. Närmaste större samhälle är Scuol, 14,7 km nordost om Piz dal Fuorn. 
Trakten runt Piz dal Fuorn består i huvudsak av gräsmarker.